# Xã Ness, Quận St. Louis, Minnesota
Xã Ness (tiếng Anh: Ness Township) là một xã thuộc quận St. Louis, tiểu bang Minnesota, Hoa Kỳ. Năm 2010, dân số của xã này là 62 người.